# Kaffka Margit

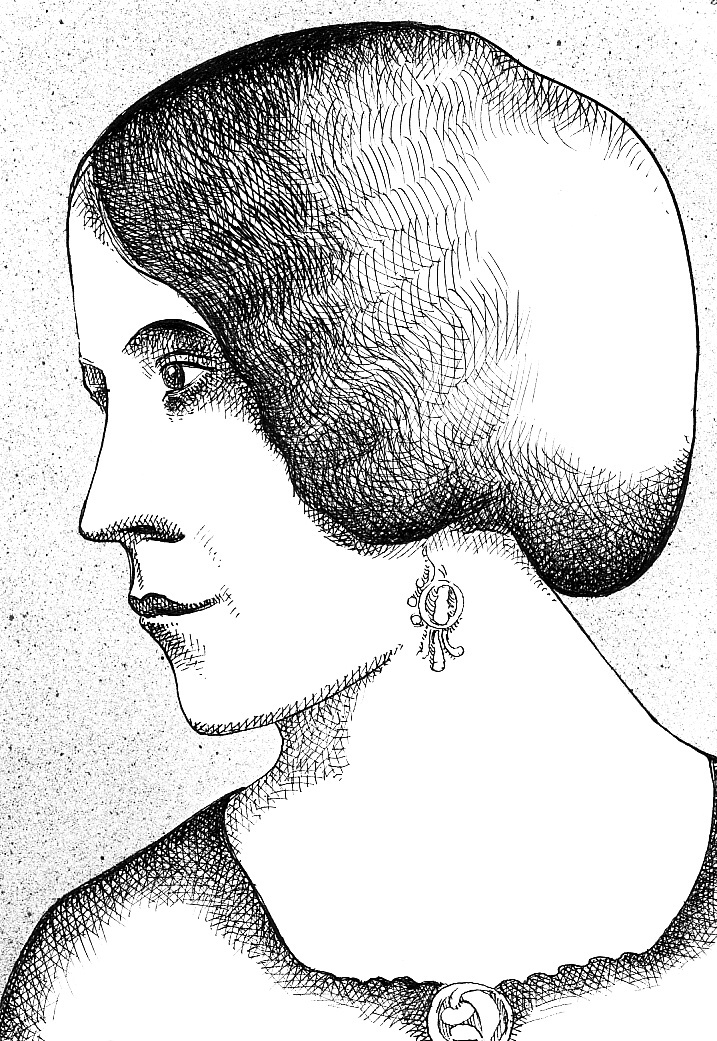
Muhi Sándor grafikus tusrajzán

Kaffka Margit, teljes nevén Kaffka Margit Emília Johanna, névváltozat: Kafka (Nagykároly, 1880. június 10. – Budapest, 1918. december 1.) író, költő.
Ady Endre a „nagyon-nagy író-asszony”-nak nevezte a magyar irodalom egyik legjelentősebb női íróját, a Nyugat nemzedékének fontos tagját. Indulását nemcsak Kiss József és A Hét íróköre befolyásolta, hanem – saját vallomása szerint – Szabolcska Mihály is.

## Életpályája
Apja Kaffka Gyula (1851–1886) főügyész volt, de korán meghalt, így a család szerény körülmények között élt. Anyja Uray Margit (1860–1934). 1880. június 15-én keresztelték. Ösztöndíjasként tanult Miskolcon, a szatmári irgalmas nővérek tanítóképző zárdájában, ennek fejében egy évet tanított a városban. Ezután Budapesten tanult tovább, és 1902-ben az Erzsébet Leányiskolában polgári iskolai tanári oklevelet szerzett. Visszatért Miskolcra, és a polgári leányiskolában tanított irodalmat és gazdaságtant; tanítványai imádták. Itt jelentek meg első írásai is, versek, novellák, és ekkoriban vált a Nyugat állandó munkatársává is. Szoros baráti kapcsolatban állt Kosztolányival, Babitscsal, Szabó Dezsővel (akivel később szerelmi viszonyt is folytatott) és Balázs Bélával is.
1905. január 5-én férjhez ment Fröhlich Brúnó erdőmérnökhöz. A következő évben született meg gyermekük, László. Férjét 1907-ben a Földművelésügyi Minisztériumba helyezték, így Kaffka elszakadt az általa nem kedvelt Miskolctól, de a pár házassága néhány év alatt tönkrement, elváltak. Ezt követően viszonya volt többek között Papp Viktor zenekritikussal és Osvát Ernővel is. Budapesten 1910–1915 között tanárként dolgozott, közben 1914. augusztus 18-án Szegeden férjhez ment Bauer Ervin elméleti biológushoz, Balázs Béla fivéréhez. Az első világháború kezdetekor elhagyta a tanári pályát, és csak a szépirodalomnak élt.
1912-ben jelent meg első (és talán legfontosabb) nagyregénye, a Színek és évek, amely az értékeit vesztett dzsentritársadalommal és a századfordulón élő nők sorsával foglalkozik. Másik nagy sikert aratott regényét, a Hangyabolyt – amelyben a zárdában töltött éveket idézi fel – 1917-ben adták ki.
Az I. világháború után tizenkét éves fiával együtt a spanyolnáthajárvány áldozatává vált. December 4-én a Farkasréti temetőben helyezték őket örök nyugalomra.

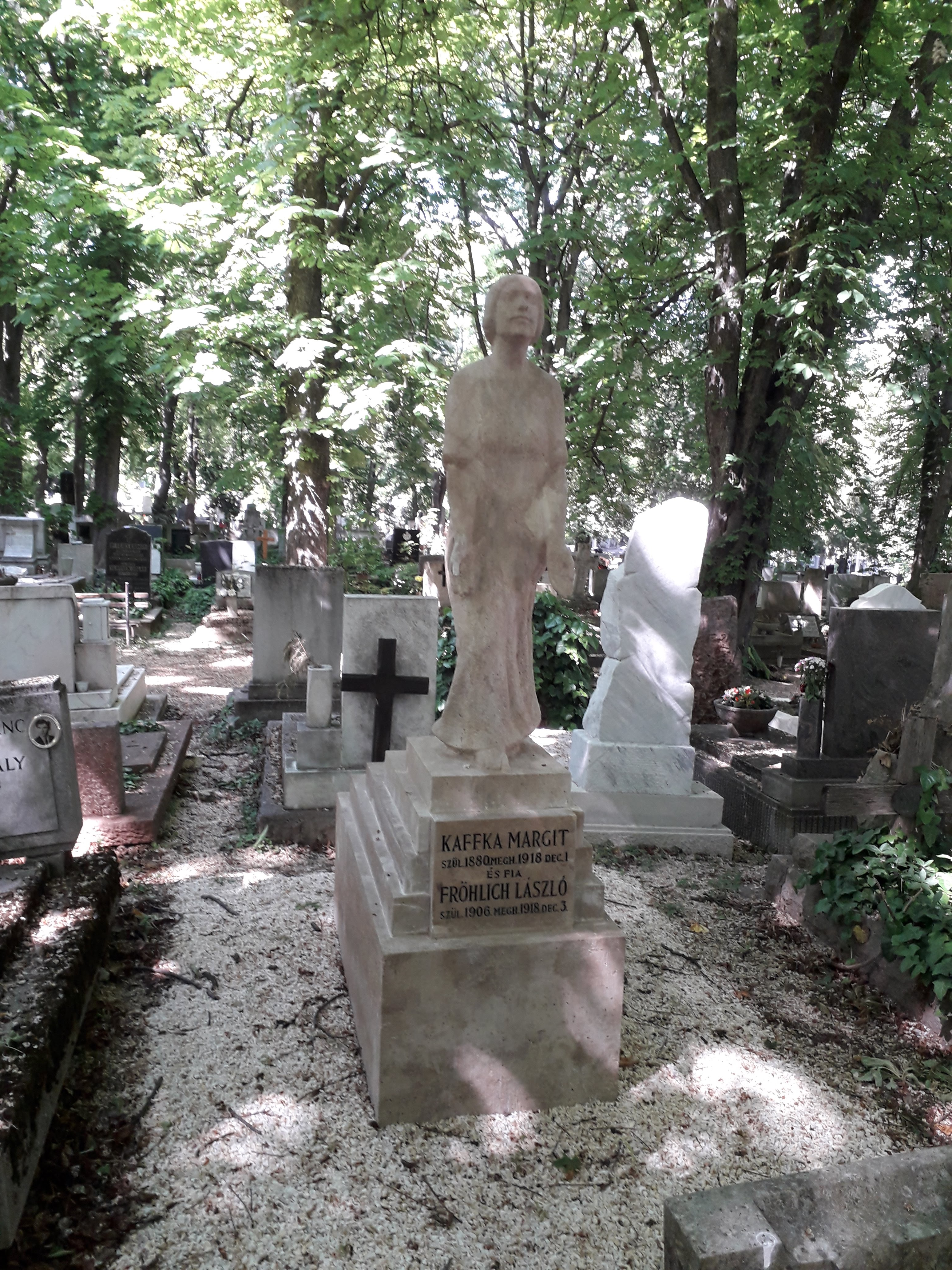
Kaffka Margit sírja Budapesten. Farkasréti temető: 1-2-238/239. Kövesházi Kalmár Elza alkotása (1939)

## Művei
- Versek; Lampel, Budapest, 1904
- Levelek a zárdából; Lampel, Budapest, 1905 (Magyar könyvtár)
- A gondolkodók és egyéb elbeszélések; Athenaeum, Budapest, 1906 (Jeles elbeszélők, műírók és költők) – http://mek.oszk.hu/16600/16636/ online
- Kaffka Margit könyve; Athenaeum, Budapest, 1906
- Fröhlichné-Kaffka Margit: Képzelet-királyfiak. Mese; Lampel, Budapest, 1909 (Benedek Elek kis könyvtára)
- Csendes válságok; Nyugat, Budapest, 1910 http://mek.oszk.hu/04500/04566/ online
- Költészettan. A polgári leányiskolák 4. osztálya számára; szerk. Frőhlichné Kaffka Margit, Istvánffyné-Márki Gabriella, Nagy Béla; Athenaeum, Budapest, 1910 (A polgári leányiskolák magyar nyelv és irodalmi tankönyveinek sorozata)
- Csonka regény és novellák; Politzer, Budapest, 1911 (Modern könyvtár) – http://mek.oszk.hu/16700/16724/ online
- Tallózó évek. Versek; Nyugat, Budapest, 1911 (Nyugat könyvtár)
- Süppedő talajon. Elbeszélések; Lampel, Budapest, 1912 (Magyar könyvtár)
- Színek és évek. Regény; Franklin, Budapest, 1912
- A Kirilláné múltja (1912)
- Utólszor lyrán. Új versek. Anthologia a régebbi versekből; Athenaeum, Budapest, 1913 (Modern könyvtár)
- Mária évei. Regény; Nyugat, Budapest, 1913
- Szent Ildefonso bálja. Novellák; Tevan, Békéscsaba, 1914 (Tevan-könyvtár)
- Két nyár. Novellák; Nyugat, Budapest, 1916 (Nyugat folyóirat könyvei)
- Állomások. Regény; Franklin, Budapest, 1917
- Hangyaboly. Regény; Nyugat, Budapest, 1917
- Kis emberek, barátocskáim. Játékok; Pallas, Budapest, 1918
- A révnél. Elbeszélések; Franklin, Budapest, 1918
- Az élet útján. Válogatott gyűjtemény régi és legújabb költeményeiből; Nyugat, Budapest, 1918
- Álom. Kaffka Margit kiadatlan elbeszélései; Franklin, Budapest, 1942
- Kaffka Margit összes versei; Franklin, Budapest, 1943
- Babamúzeum; Ifjúsági, Budapest, 1951 (Kispajtások mesekönyve)
- Kaffka Margit válogatott művei; vál., bev. Bodnár György, sajtó alá rend. Szücs Éva; Szépirodalmi, Budapest, 1956 (Magyar klasszikusok)
- Lázadó asszonyok. Összegyűjtött elbeszélések, 1-2.; sajtó alá rend. Kozocsa Sándor; Szépirodalmi, Budapest, 1958
- Hullámzó élet. Cikkek, tanulmányok; vál., bev., jegyz. Bodnár György; Szépirodalmi. Budapest, 1959
- Kaffka Margit összes versei; sajtó alá rend., jegyz., bibliogr. Kozocsa Sándor; Magyar Helikon, Budapest, 1961 (Kis magyar múzeum)
- Marie, a kis hajó; Móra, Budapest, 1962 (Kispajtások mesekönyve)
- Csendes válságok. Elbeszélések; összegyűjt., szerk., utószó Kozocsa Sándor; Szépirodalmi, Budapest, 1969
- Levelek a zárdából. Elbeszélések; Kriterion, Bukarest, 1970
- Az élet útján. Versek, cikkek, naplójegyzetek; összegyűjt., szerk., bev., jegyz. Bodnár György; Szépirodalmi, Budapest, 1972
- Képzelet-királyfiak; vál., szerk., utószó Győri János; Móra, Budapest, 1980
- Mária évei; utószó Bodnár György; Bethlen, Sopron, 1994 (Kaffka Margit műveiből)
- Mirjam és Mária. Misztikus és mitikus elbeszélések; Bethlen, Budapest, 1995 (Kaffka Margit műveiből)
- Kaffka Margit naplói; Nap, Budapest, 2008 (Különleges könyvek)
- A lélek stációi. Kaffka Margit válogatott levelezése; sajtó alá rend., előszó, jegyz. Simon Zsuzsanna; Nap, Budapest, 2010
- Az üvegkisasszony és más elbeszélések; szerk. Bokor Pál; Atlantic Press Kiadó, 2019

## Származása
| tarcafalvi Kaffka Margit (Nagykároly, 1880. jún. 10. – Budapest, 1918. dec. 1.) író, költő | Apja: tarcafalvi Kaffka Gyula (Nagykároly, 1851. jún. 1. – Nagykároly, 1886. jún. 23.) Szatmár megye tiszti főügyésze | Apai nagyapja: tarcafalvi Kaffka Ignác (Nagykároly, 1826. máj. 10. – Miskolc, 1907. márc. 3.) királyi táblabíró | Apai nagyapai dédapja: tarcafalvi Kaffka Antal (Tarcal, 1777. okt. 19. – Nagykároly, 1849) Szatmár vármegye táblabírája Kaffka András nemesített iparos és Krausz Barbara fia |
| tarcafalvi Kaffka Margit (Nagykároly, 1880. jún. 10. – Budapest, 1918. dec. 1.) író, költő | Apja: tarcafalvi Kaffka Gyula (Nagykároly, 1851. jún. 1. – Nagykároly, 1886. jún. 23.) Szatmár megye tiszti főügyésze | Apai nagyapja: tarcafalvi Kaffka Ignác (Nagykároly, 1826. máj. 10. – Miskolc, 1907. márc. 3.) királyi táblabíró | Apai nagyapai dédanyja: Héher Anna Genovéva (Nagykároly, 1785. jan. 3. – Nagykároly, 1847. máj. 7.)                                                                           |
| tarcafalvi Kaffka Margit (Nagykároly, 1880. jún. 10. – Budapest, 1918. dec. 1.) író, költő | Apja: tarcafalvi Kaffka Gyula (Nagykároly, 1851. jún. 1. – Nagykároly, 1886. jún. 23.) Szatmár megye tiszti főügyésze | Apai nagyanyja: Lauka Janka (Johanna) (Erdőd, 1830 k. – Miskolc, 1904. szept. 13.)                              | Apai nagyanyai dédapja: Lauka János (?, ? – ?, ?) uradalmi főmérnök |
| tarcafalvi Kaffka Margit (Nagykároly, 1880. jún. 10. – Budapest, 1918. dec. 1.) író, költő | Apja: tarcafalvi Kaffka Gyula (Nagykároly, 1851. jún. 1. – Nagykároly, 1886. jún. 23.) Szatmár megye tiszti főügyésze | Apai nagyanyja: Lauka Janka (Johanna) (Erdőd, 1830 k. – Miskolc, 1904. szept. 13.)                              | Apai nagyanyai dédanyja: Timiáry-Handl Rozália (?, ? – ?, ?) |
| tarcafalvi Kaffka Margit (Nagykároly, 1880. jún. 10. – Budapest, 1918. dec. 1.) író, költő | Anyja: urai Uray Margaréta Aurélia Mária (Nyírbátor, 1860. okt. 8. – Máramaros, 1934)                                 | Anyai nagyapja: urai Uray Ábrahám (Csengerújfalu, 1833. júl. 11. – ?, 1868) segédbíró, ügyvéd                   | Anyai nagyapai dédapja: urai Uray Ambrus (Csengerújfalu, 1794. dec. 13. – Csengerújfalu, 1847) szatmári szolgabíró, megyei főjegyző                                           |
| tarcafalvi Kaffka Margit (Nagykároly, 1880. jún. 10. – Budapest, 1918. dec. 1.) író, költő | Anyja: urai Uray Margaréta Aurélia Mária (Nyírbátor, 1860. okt. 8. – Máramaros, 1934)                                 | Anyai nagyapja: urai Uray Ábrahám (Csengerújfalu, 1833. júl. 11. – ?, 1868) segédbíró, ügyvéd                   | Anyai nagyapai dédanyja: nagyváradi Tóth Terézia (Gencs, 1801 – Nagykároly, 1869)                                                                                             |
| tarcafalvi Kaffka Margit (Nagykároly, 1880. jún. 10. – Budapest, 1918. dec. 1.) író, költő | Anyja: urai Uray Margaréta Aurélia Mária (Nyírbátor, 1860. okt. 8. – Máramaros, 1934)                                 | Anyai nagyanyja: nemestóthi Szabó Emília (Nyírmeggyes, 1842 – Nagykároly, 1919. júl. 4.)                        | Anyai nagyanyai dédapja: nemestóthi Szabó István (?, 1806 – Nagykároly, 1861) ügyvéd, földbirtokos                                                                            |
| tarcafalvi Kaffka Margit (Nagykároly, 1880. jún. 10. – Budapest, 1918. dec. 1.) író, költő | Anyja: urai Uray Margaréta Aurélia Mária (Nyírbátor, 1860. okt. 8. – Máramaros, 1934)                                 | Anyai nagyanyja: nemestóthi Szabó Emília (Nyírmeggyes, 1842 – Nagykároly, 1919. júl. 4.)                        | Anyai nagyanyai dédanyja: zanati Zanathy Emília (?, 1820 k. – Nagykároly, 1885) Zanathy Ferenc szatmári szolgabíró és Zimányi Júlia lánya                                     |

## Emlékezete
- Nevét őrzi az 524638 Kaffkamargit kisbolygó.[17][18]